# Homoneura albicosta
Homoneura albicosta är en tvåvingeart som beskrevs av Malloch 1929. Homoneura albicosta ingår i släktet Homoneura och familjen lövflugor. Inga underarter finns listade i Catalogue of Life.